# Dendroseris
Dendroseris là một chi thực vật có hoa trong họ Cúc (Asteraceae).

## Loài
Chi Dendroseris gồm các loài: